# Бонанно Пізано

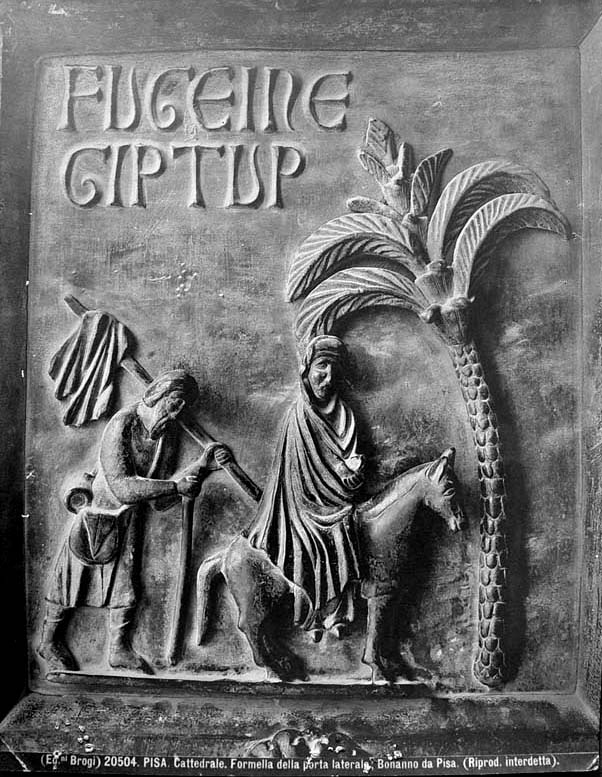
«Втеча до Єгипту» на воротах Сан-Раньєрі Пізанського собору.

Бонанно Пізано (народився в Піза; згадується у 1170-х—1180-х роках) — італійський скульптор, який поєднував елементи візантійського та класичного мистецтва. Джорджо Вазарі приписував йому створення Пізанської вежі у своїх «Життєписах». У деяких джерела називають Боннано разом із Вільгельмом з Інсбрука авторами проекту башти і, відповідно, авторами неправильно розрахованного фундаменту.

## Біографія
Бонанно народився в Пізі і провів більшу частину життя, працюючи там. У 1180-х роках він поїхав до Монреале на Сицилії, де завершив створення дверей для місцевого собору, після чого повернувся до Пізи, де й помер. Бонанно був похований біля підніжжя Пізанської вежі, де його саркофаг було знайдено у 1820 році. Він вніс свій внесок у будівництво Пізанської вежі в 1175 році, через рік після початку її зведення.
Між березнем 1179 і березнем 1180 року він створив бронзові Королівські ворота Пізанського собору, які були знищені пожежею у 1595 році.

## Ворота Сан-Раньєрі у Пізі
З 1186 року він створював двері Сан-Раньєрі, розташовані у правому трансепті собору Пізи, що зображують основні епізоди з життя Христа. Панелі на дверях зображують двадцять головних епізодів з «Життя Христа».
Сцени читаються з першої панелі внизу зліва і продовжуються зліва направо по всіх наступних рядах аж до останнього.

## Ворота собору Монреале

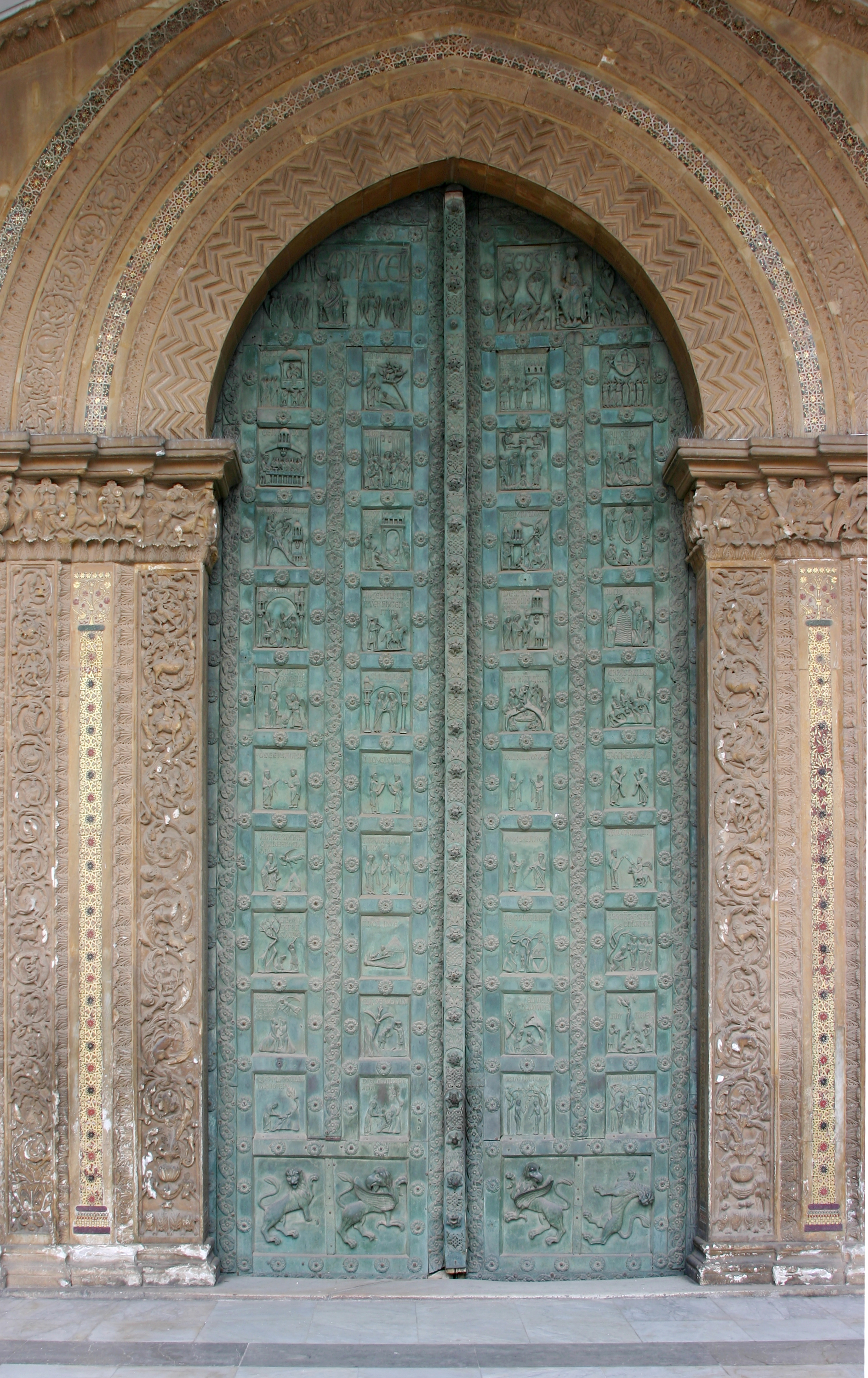
Ворота собору Монреале

Створені між 1185 і 1186 роками, ворота підписані «Bonanno civis pisanus». Вони зображують п'ять сцен зі Старого Заповіту у нижній частині, починаючи з Адама і Єви, та п'ять сцен з Нового Заповіту у верхній частині, завершуючи сценою «Христос і Марія у славі Раю».

## Родина Джозефа Бонанно
Італо-американський мафіозний бос Джозеф Бонанно стверджував, що є нащадком Бонанно Пізано і жартував про Пізанську вежу, кажучи, що «навіть вона — похила».